# Championnat d'Europe masculin de basket-ball
Cet article traite de la compétition masculine. Pour la compétition féminine, voir Championnat d'Europe féminin de basket-ball.
Le championnat d’Europe masculin de basket-ball, plus généralement appelé EuroBasket ou simplement Euro, est la compétition opposant les sélections nationales des différents pays européens.
Jusqu'en 2016, la compétition avait lieu tous les 2 ans et était organisée par la FIBA Europe. En plus de l’attribution du titre de champion d’Europe pour le vainqueur, le championnat d’Europe sert généralement également de qualification soit pour les Jeux olympiques, soit pour la coupe du monde. Depuis 2017, la compétition est organisée tous les 4 ans afin de laisser une année libre de toutes compétitions internationales. Les modalités de qualification pour les JO ou la Coupe du monde sont aussi modifiées.

## Historique
La Fédération internationale de basket-ball amateur (FIBA), créée en 1932, désire effectuer une répétition à la première apparition du basket-ball aux jeux olympiques. Elle organise un championnat d'Europe et choisit Genève, ville où la fédération a son siège, pour abriter cette compétition. Cette première édition regroupe dix équipes. Cinq matchs lors du premier tour permettent à cinq équipes de se qualifier pour le tour suivant. Deux de ces équipes, l'Italie et la Suisse disputent un match supplémentaire pour déterminer un quatrième participant aux demi-finales qui regroupent déjà l'Espagne, la Lettonie et la Tchécoslovaquie. La finale oppose finalement la Lettonie à l'Espagne et voit la victoire de l'équipe balte sur le score de 24 à 18.
La seconde édition, deux ans plus tard, a lieu à Riga, la FIBA ayant décidé que le vainqueur d'une édition doit accueillir l'édition suivante. Celle-ci regroupe huit équipes dont l'Égypte, qui ne trouve pas d'équipe à son niveau en Afrique. Elle est disputée sous la forme d'un premier tour avec deux groupes dont les deux premiers disputent des demi-finales. la Lituanie remporte le titre européen en battant en finale l'Italie sur le score de 24 à 23. Les matchs se disputent en extérieur, la Lettonie ne possédant pas d'infrastructures pouvant abriter les rencontres.
Lors de l'édition suivante, disputée à Kaunas, le système de compétition est à nouveau différent : les huit équipes qualifiées pour cette phase finale disputent un championnat sous la forme d'un round robin - chaque équipe rencontrant l'ensemble des autres équipes - le titre européen étant attribué au vainqueur de ce groupe. La Lituanie, vainqueure de ses sept rencontres, conserve son titre européen.
La quatrième édition du championnat d'Europe se dispute en Suisse en 1946. Celle-ci de disputent encore sous un nouveau systèmes : les dix équipes sont réparties en trois groupes, les trois vainqueurs et l'équipe terminant deuxième du groupe de quatre se qualifiant pour des demi-finales. la Tchécoslovaquie bat ensuite la Hongrie puis l'Italie pour remporter son premier titre européen. L'édition de 1947, disputée à Prague, accueille deux nouvelles nations qui vont devenir des nations majeures de ce sport en Europe: l'URSS et la Yougoslavie. Huit équipes se qualifient à l'issue d'un premier tour disputé par quatorze équipes. Un second tour est disputé sous la forme de deux groupes dont les deux vainqueurs se disputent le titre européen. La Tchécoslovaquie s'incline 37 à 56 face à l'URSS qui remporte le titre dès sa première apparition.
L'URSS, bien que vainqueure de l'édition précédente, refuse d'organiser le championnat de 1949. La Tchécoslovaquie étant hôte en 1947, c'est finalement l'Égypte qui accueille cette compétition. Peu de nations européennes désirent se rendre au Caire d'autant que le drame de Superga, catastrophe aérienne où succombent l'ensemble de l'équipe du Torino Football Club ne rassure pas sur la sécurité des transports aériens. La France est la seule nation, avec le pays hôte, à avoir déjà évolué lors d'une édition précédente : trois nouvelles nations européennes apparaissent, la Grèce, les Pays-Bas et la Turquie. Deux autres équipes sont invitées : la Syrie et le Liban. L'Égypte remporte ses six rencontres et devient championne d'Europe devant la France.
Paris est la ville hôte de l'édition de 1951. Celle-ci voit le retour de l'URSS et la Tchécoslovaquie. Dix-huit équipes disputent ce championnat et un premier tour dont huit équipes sont qualifiées pour un second tour. Les deux premières équipes de chaque groupe de tour sont qualifiées pour des demi-finales. La France s'incline face à la Tchécoslovaquie qui se qualifie pour la finale qui l'oppose à l'URSS. Celle-ci remporte son deuxième titre européen en s'imposant 45 à 44. Cette dernière équipe confirme sa domination du basket-ball européen en terminant invaincue de l'édition suivante, disputée à Moscou. Le vainqueur de celle-ci, qui accueille dix-sept équipes, est déterminé à l'issue d'un round robin de huit équipes dont l'URSS sort vainqueure devant quatre équipes possédant quatre victoires et trois défaites, la Hongrie, la France, la Tchécoslovaquie et l'Israël.
L'URSS fait de nouveau figure de favori du round robin désignant le champion d'Europe 1955. Toutefois, elle subit deux défaites, face à la Tchécoslovaquie puis la Hongrie. Celle-ci, malgré une défaite face aux Tchèques, remporte le titre européen, les joueuses tchèques s'inclinant face à la Yougoslavie et la Pologne. l'Italie est la seule nation d'Europe de l'Ouest à figurer dans ce groupe de huit équipes. Cette édition, où dix-huit nations sont présentes, connait une nouveauté avec l'introduction de la règle des 30 secondes.
L'édition de 1957 est le début d'une période de domination sans partage de la part des joueurs soviétiques. Ceux-ci réalisent une série de 59 victoires consécutives - entre les derniers matchs du tour final de 1955 et une défaite lors du premier tour de l'édition de 1969 en Italie face à la Yougoslavie sur le score de 73 à 61. Ils remportent huit titres consécutifs, de 1957 à l'édition de 1971, ne connaissant durant cette période qu'une seule défaite.
Durant cette période, les Pays de l'Est dominent le basket-ball européen : ils terminent aux sept premières places de l'édition de 1957, disputée en Bulgarie. Lors de celle-ci, la plus grande affluence de l'histoire de la compétition est enregistrée lors du dernier match de la compétition opposant la Bulgarie et l'URSS avec 48 000 spectateurs au Levski Spartak Stadium. En 1959, dernière édition à être disputée en extérieur, la FIBA exigeant à partir de l'édition suivante des installations permettant la pratique en salle, la France est la seule nation d'Europe de l'Ouest à atteindre le round robin de quatre équipes déterminant le vainqueur : l'URSS devance la Tchécoslovaquie, la France et la Hongrie. en 1961, dans une compétition où les deux premiers de chaque groupe du deuxième tour se qualifient pour des demi-finales, les trois premiers sont dans l'ordre l'URSS, la Yougoslavie et la Bulgarie, la France prenant la quatrième place. Les quatre clubs disputant les demi-finales de l'édition de 1963 sont l'URSS, la Pologne, la Yougoslavie et la Hongrie. Cette compétition connait deux évolutions : tout d'abord, afin de faire face à l'inscription de nouveaux pays, la FIBA décide de limiter les équipes présentes en phase finale à seize, celles-ci étant déterminées à l'issue d'une phase de qualification. La seconde est l'introduction du titre de MVP désigné par la FIBA : le premier joueur à recevoir ce titre est l'Espagnol Emiliano Rodríguez.
Le Championnat d'Europe 1965 connait une nouvelle évolution lors de sa seconde présence sur le sol soviétique : l'URSS propose de faire disputer celle-ci sur deux sites, à Tbilissi et Moscou. Devant son succès, cette formule sera de nouveau utilisée lors des éditions suivantes. La domination des Pays de l'Est est concrétisée par la présence de trois représentants en demi-finale, la quatrième place étant prise par l'Italie. L'URSS est première devant la Yougoslavie et la Pologne. En 1967, le podium est occupé par l'URSS, la Tchécoslovaquie et la Pologne, la quatrième place étant prise par la Bulgarie. Après l'introduction du titre de MVP, la FIBA désigne pour la première fois une équipe type du tournoi, All-Tournament team, composée du Polonais Mieczyslaw Lopatka des joueurs soviétiques Modestas Paulauskas et Anatoli Polivoda, du Finlandais Jorma Pilkevaara et de l'Espagnol Emiliano Rodríguez.
La Yougoslavie met enfin un terme à l'invincibilité de l'URSS. Les deux équipes se retrouvent ensuite logiquement en finale où les Soviétiques prennent leur revanche en s'imposant 81 à 72. Les deux équipes se retrouvent à nouveau en finale de l'édition 1971. Toutes deux invaincues, c'est finalement l'URSS qui remporte un huitième titre consécutif en s'imposant 69 à 64.
En 1973, l'URSS est privée de finale par le pays hôte, l'Espagne, qui s'impose 80 à 76. Toutefois, celle-ci s'incline en finale face à la Yougoslavie sur le score de 78 à 67. Cette victoire est la première d'une série de trois victoires de la part de la Yougoslavie. Celle-ci s'impose lors de l'édition suivante, disputée en Yougoslavie, au terme d'un round robin où six équipes se disputent le titre. La Yougoslavie remporte le match l'opposant à l'URSS, seule autre équipe invaincue, sur le score de 90 à 84 lors de la dernière journée de ce groupe. Krešimir Ćosić devient le premier joueur à obtenir un second titre de MVP. L'édition de 1977 disputée en Belgique retrouve un système de compétition se terminant par des demi-finales, finale. Lors de celle-ci, la Yougoslavie s'impose de nouveau face à l'URSS, sur le score de 71 à 64.
La formule de la compétition est de nouveau différente lors du Championnat d'Europe 1979, un deuxième tour disputé sous la forme d'un round robin dans un groupe composé de six équipes, les deux meilleures équipes se disputant le titre lors d'une finale. l'URSS et la Yougoslavie se présentent à ce deuxième tour avec une défaite, face à l'Espagne et à Israël. La rencontre entre les deux grands nations du basket-ball européen est déterminante pour désigner le second finaliste, Israël étant qualifié avec un bilan de cinq victoires et une défaite. l'URSS met un terme à une série de 11 défaites consécutives face aux Yougoslaves. Les soviétiques, grâce à une victoire 98 à 76, renouent avec le titre européen, la Yougoslavie remportant le bronze aux dépens de la Tchécoslovaquie.
Lors du Championnat d'Europe 1981, les joueurs soviétiques et yougoslaves se rencontrent lors du premier tour, matchque les Soviétiques remportent par 108 à 88. Les deux équipes remportent l'ensemble de leurs rencontres du second tour, disputé en round robin pour se retrouver en finale. l'URSS conserve son titre européen en s'imposant une seconde fois lors de cette compétition face au même adversaire sur le score de 84 à 67. Le déclin des équipes des Pays de l'Est, trois équipes sur six au tour finale de cette édition, s'accentue lors de édition suivante disputée en France : trois équipes de l'Ouest, Italie, Pays-Bas et Espagne disputent les demi-finales avec l'URSS, la Yougoslavie avec deux défaites au premier tour terminant finalement la compétition septième. Les demi-finales confirment ce renouveau avec l'élimination de l'URSS par l4espagne, victoire 95 à 94. C'est finalement l'Italie qui devient championne d'Europe.
Lors de l'édition de 1985, disputée en Allemagne, la compétition connait une nouvelle évolution avec l'introduction des quarts de finale. Lors de ceux-ci, équipes de Est et de l'Ouest est sont également réparties, ce qui le sera également en demi-finale, ces quarts opposant des équipes des mêmes zones. Lors de ces demi-finales, la Tchécoslovaquie et l'URSS se qualifient aux dépens de l'Espagne et l'Italie. La Tchécoslovaquie perd sa septième finale sur le score de 120 à 89 : c'est sa sixième défaite, dont cinq contre la seule équipe d'URSS. La Grèce accueille l'édition de 1987. Le pays hôte, porté par Níkos Gális qui sera élu MVP et qui termine meilleur marqueur avec 37 points, meilleure moyenne de l'histoire de la compétition, élimine en demi-finale le voisin yougoslave sur le score de 81 à 77 puis bat en finale l'URSS sur le score de 103 à 101.
La Yougoslavie, domine l'édition de 1989 qu'elle dispute à domicile, dominant chacun de ses adversaires de plus de quinze points. La Grèce, après avoir triomphé de un point de l'URSS en demi-finale, prend la médaille d'argent après une défaite 98 à 77 face à une équipe yougoslave où Dražen Petrović est désigné meilleur joueur.
La première surprise du Championnat d'Europe 1991 a lieu lors des qualifications où l'URSS se fait éliminer après trois défaites, en Tchécoslovaquie et en Israël puis à domicile face à la France. La Yougoslavie, également championne du monde, conserve son titre européen en Italie en triomphant de la France 97 à 76 en demi-finale puis de l'Italie 88 à 73. Mais les événements politiques provoquent les premières répercussions sur le basket-ball : Jurij Zdovc, se voit obliger de déclarer forfait par le gouvernement de Slovénie qui vient de déclarer son indépendance deux jours avant le début de la compétition.
Le Championnat d'Europe 1993 se déroule en l'absence des deux équipes qui ont dominé le basket-ball européen : l'URSS a désormais disparu. La Russie, l'Estonie et la Lettonie, trois nations issues de l'URSS disputent ce championnat. La Yougoslavie est absente en raison d'une résolution de l'ONU qui empêche tout représentant ou équipe de ce pays à participer à des compétitions sportives en raison des Guerres de Yougoslavie. Toutefois, trois nouvelles nations issues de cet ancien État sont présentes : la Bosnie-Herzégovine, la Croatie et la Slovénie. Croatie et Bosnie-Herzégovine se rencontrent en quarts de finale, victoire des Croates. Ceux-ci s'inclinent en demi-finale face à la Russie qui elle-même s'incline face à l'Allemagne sur le score de 71 à 70.
L'équipe de Yougoslavie, représentant désormais la république fédérale de Yougoslavie, effectue son retour sur la scène internationale lors du Championnat d'Europe 1995. Elle remporte ses six rencontres du premier tour, puis élimine la France en quarts de finale et la Grèce en demi-finale pour affronter la Lituanie. Cette rencontre, disputée par un grand nombre de stars du basket-ball européen, Šarūnas Marčiulionis, Rimas Kurtinaitis et Arvydas Sabonis chez les Lituaniens, Aleksandar Đorđević, Žarko Paspalj, Predrag Danilović, Zoran Savić, Dejan Bodiroga et Željko Rebrača chez les Yougoslaves, est un match crispant dominé par deux individualités, Marciulionis, 32 points, 6 rebonds et 6 passes contre Djordjevic, 41 points avec un 9 sur 12 à trois points. Les Lituaniens sont proches de quitter le terrain lorsqu'une faute est sifflée contre Sabonis. La rencontre va finalement jusqu'à son terme et les Yougoslaves l'emportent 96 à 90.
Malgré une défaite face à l'Italie lors du premier tour du Championnat d'Europe 1997, la Yougoslavie s'impose de nouveau après trois victoires dans la phase finale, face à la Lituanie, la Grèce puis l'Italie qui s'incline 61 à 49 en finale. Lors de l'édition de 1999 disputée en France, la Yougoslavie s'incline en demi-finale face à l'Italie qui remporte son second titre européen en triomphant de l'Espagne sur le score de 64 à 56.
Le Championnat d'Europe 2001 disputé en Turquie voit la Yougoslavie triompher pour la troisième fois en quatre éditions. Elle bat en finale la Turquie - 78 à 69 - qui s'impose face à la France puis à l'Allemagne, ce dernier match se terminant en prolongation. La troisième place est prise par l'Espagne qui bat l'Allemagne 99 à 90. Lors de l'édition suivante, la Lituanie remporte son troisième titre européen, après les deux de 1937 et 1939, en s'imposant en finale face à l'Espagne sur le score de 93 à 84. Auparavant, les Lituaniens ont éliminé la Serbie-et-Monténégro en quarts de finale, puis la France. Celle-ci abandonne la troisième place, et une qualification pour les jeux d'Athènes à l'Italie, nation qu'elle avait battue de 33 points lors du premier tour. Le niveau du championnat d'Europe s'élève encore : celui-ci bénéficie de la présence de joueurs européens évoluant en NBA avec des rôles importants, tels que Pau Gasol, Dirk Nowitzki, Tony Parker, et de joueurs évoluant à un haut niveau en Europe avec l'Euroligue. La Serbie-et-Monténégro a une grande pression lors du Championnat d'Europe 2005 avec l'avantage de disputer la compétition à domicile. Toutefois, la France met fin aux espoirs de la nation évoluant à domicile en triomphant dans un match de barrage sur le score de 74 à 71. La France élimine ensuite la Lituanie mais s'incline face aux Grecs après avoir mené de sept points à 45 secondes du terme. Ceux-ci s'imposent ensuite en finale face à l'Allemagne sur le score de 78 à 62, Panayótis Yannákis remportant le titre en tant qu'entraîneur après avoir été champion d'Europe en tant que joueur en 1987.
L'Espagne est la grande favorite du Championnat d'Europe 2007 qu'elle organise sur son sol : elle est détentrice du titre de championne du monde et figure dans le dernier carré du championnat d'Europe depuis 1999. Après une défaite face à la Croatie lors du premier tour, l'Espagne domine ses adversaires du deuxième tour. Elle élimine ensuite l'Allemagne puis la Grèce pour parvenir en finale. Son adversaire est la Russie qui a éliminé la France puis la Lituanie. La finale est serrée et voit la Russie s'imposer 60 à 59 sur un panier de l'Américain naturalisé JR Holden.
La meilleure nation européenne, L'Espagne, avec un titre de championne du monde et une finale olympique face aux Américains, parvient enfin à remporter le premier titre européen de son histoire en s'imposant en Pologne lors du Championnat d'Europe 2009. Elle s'impose face à la Serbie sur le score de 85 à 63. Lors des trois dernières rencontres, elle s'impose de 20 points face aux Français, 18 face aux Grecs et 22 face aux Serbes. Ces deux dernières nations complètent le podium.
Le Championnat d'Europe 2011, dont le nombre de participants passe à 24 équipes, est présenté par beaucoup comme le championnat d'Europe le plus disputé de l'histoire, l'entraîneur serbe Dušan Ivković déclarant « I think this has been the strongest European Championship in history » (« Je pense que cela a été le championnat d'Europe le plus dur de l'histoire »). Parmi les favoris, figurent l'Espagne, la Lituanie grande nation européenne qui évolue à domicile, la France qui peut compter sur la présence de la plupart de ses joueurs NBA, la Serbie, la Turquie, vice-championne du monde... L'Espagne confirme son rang de principal favori en s'imposant en finale face à la France sur le score de 98 à 85, la Russie s'imposant face à la Macédoine, surprise du tournoi.
À partir de 2015, la compétition réunit 24 équipes.
Lors de la finale Espagne - Lituanie du championnat d'Europe 2015, 27 372 spectateurs sont rassemblés au Stade Pierre-Mauroy de Lille, ce qui correspond au record européen d’affluence pour un match de basket.
À partir de 2017, la compétition est organisée tous les 4 ans. Les modalités précises de qualification et les calendriers par cycles de quatre ans sont présentés le 16 septembre 2015, durant l'EuroBasket 2015 à Lille,. En conséquence de ce créneau, pour le tournoi olympique de 2020, l'EuroBasket ne déterminera plus les qualifiés européens, qui dépendront des tournois préolympiques et de leurs performances à la coupe du monde de 2019.

## Palmarès

### Par édition
| Édition | Lieu                                                                                          | Or                  | Argent          | Bronze          |
| ------- | --------------------------------------------------------------------------------------------- | ------------------- | --------------- | --------------- |
| 1935    | Suisse (Genève)                                                                               | Lettonie (1)        | Espagne         | Tchécoslovaquie |
| 1937    | Lettonie (Riga)                                                                               | Lituanie (1)        | Italie          | France          |
| 1939    | Lituanie (Kaunas)                                                                             | Lituanie (2)        | Lettonie        | Pologne         |
| 1946    | Suisse (Genève)                                                                               | Tchécoslovaquie (1) | Italie          | Hongrie         |
| 1947    | Tchécoslovaquie (Prague)                                                                      | URSS (1)            | Tchécoslovaquie | Égypte          |
| 1949    | Égypte (Le Caire)                                                                             | Égypte (1)          | France          | Grèce           |
| 1951    | France (Paris)                                                                                | URSS (2)            | Tchécoslovaquie | France          |
| 1953    | Union soviétique (Moscou)                                                                     | URSS (3)            | Hongrie         | France          |
| 1955    | Hongrie (Budapest)                                                                            | Hongrie             | Tchécoslovaquie | URSS            |
| 1957    | Bulgarie (Sofia)                                                                              | URSS (4)            | Bulgarie        | Tchécoslovaquie |
| 1959    | Turquie (Istanbul)                                                                            | URSS (5)            | Tchécoslovaquie | France          |
| 1961    | Yougoslavie (Belgrade)                                                                        | URSS (6)            | Yougoslavie     | Bulgarie        |
| 1963    | Pologne (Wrocław)                                                                             | URSS (7)            | Pologne         | Yougoslavie     |
| 1965    | Union soviétique (Moscou)                                                                     | URSS (8)            | Yougoslavie     | Pologne         |
| 1967    | Finlande (Helsinki)                                                                           | URSS (9)            | Tchécoslovaquie | Pologne         |
| 1969    | Italie (Naples)                                                                               | URSS (10)           | Yougoslavie     | Tchécoslovaquie |
| 1971    | Allemagne de l'Ouest (Essen)                                                                  | URSS (11)           | Yougoslavie     | Italie          |
| 1973    | Espagne (Barcelone)                                                                           | Yougoslavie (1)     | Espagne         | URSS            |
| 1975    | Yougoslavie (Belgrade)                                                                        | Yougoslavie (2)     | URSS            | Italie          |
| 1977    | Belgique (Liège)                                                                              | Yougoslavie (3)     | URSS            | Tchécoslovaquie |
| 1979    | Italie (Turin)                                                                                | URSS (12)           | Israël          | Yougoslavie     |
| 1981    | Tchécoslovaquie (Prague)                                                                      | URSS (13)           | Yougoslavie     | Tchécoslovaquie |
| 1983    | France (Nantes)                                                                               | Italie (1)          | Espagne         | URSS            |
| 1985    | Allemagne de l'Ouest (Stuttgart)                                                              | URSS (14)           | Tchécoslovaquie | Italie          |
| 1987    | Grèce (Le Pirée)                                                                              | Grèce (1)           | URSS            | Yougoslavie     |
| 1989    | Yougoslavie (Zagreb)                                                                          | Yougoslavie (4)     | Grèce           | URSS            |
| 1991    | Italie (Rome)                                                                                 | Yougoslavie (5)     | Italie          | Espagne         |
| 1993    | Allemagne (Munich)                                                                            | Allemagne (1)       | Russie          | Croatie         |
| 1995    | Grèce (Athènes)                                                                               | Yougoslavie (6)     | Lituanie        | Croatie         |
| 1997    | Espagne (Barcelone)                                                                           | Yougoslavie (7)     | Italie          | Russie          |
| 1999    | France (Paris)                                                                                | Italie (2)          | Espagne         | Yougoslavie     |
| 2001    | Turquie (Istanbul)                                                                            | Yougoslavie (8)     | Turquie         | Espagne         |
| 2003    | Suède (Stockholm)                                                                             | Lituanie (3)        | Espagne         | Italie          |
| 2005    | Serbie-et-Monténégro (Belgrade)                                                               | Grèce (2)           | Allemagne       | France          |
| 2007    | Espagne (Madrid)                                                                              | Russie (1)          | Espagne         | Lituanie        |
| 2009    | Pologne (Katowice)                                                                            | Espagne (1)         | Serbie          | Grèce           |
| 2011    | Lituanie (Kaunas)                                                                             | Espagne (2)         | France          | Russie          |
| 2013    | Slovénie (Ljubljana)                                                                          | France (1)          | Lituanie        | Espagne         |
| 2015    | France (Montpellier et Villeneuve-d'Ascq) Allemagne (Berlin) Croatie (Zagreb) Lettonie (Riga) | Espagne (3)         | Lituanie        | France          |
| 2017    | Turquie (Istanbul) Finlande (Helsinki) Israël (Tel Aviv) Roumanie (Cluj-Napoca)               | Slovénie (1)        | Serbie          | Espagne         |
| 2022    | Allemagne (Berlin et Cologne) Géorgie (Tbilisi) Italie (Milan) République tchèque (Prague)    | Espagne (4)         | France          | Allemagne       |
| 2025    | Lettonie (Riga) Chypre (Limassol) Finlande (Tampere) Pologne (Katowice)                       |                     |                 |                 |

### Médailles par pays
Tableau actualisé après l'EuroBasket 2022. En italique, les équipes qui ne participent plus au championnat d'Europe de basket-ball (FIBA).
| Rang | Pays            | Or | Argent | Bronze | Total |
| 1    | Russie          | 15 | 4      | 6      | 25    |
| 2    | Serbie          | 8  | 7      | 4      | 17    |
| 3    | Espagne         | 4  | 6      | 4      | 14    |
| 4    | Lituanie        | 3  | 3      | 1      | 7     |
| 5    | Italie          | 2  | 4      | 4      | 10    |
| 6    | Grèce           | 2  | 1      | 2      | 5     |
| 7    | Tchécoslovaquie | 1  | 6      | 5      | 12    |
| 8    | France          | 1  | 3      | 6      | 10    |
| 9    | Allemagne       | 1  | 1      | 1      | 3     |
| 9    | Hongrie         | 1  | 1      | 1      | 3     |
| 11   | Lettonie        | 1  | 1      | 0      | 2     |
| 12   | Égypte          | 1  | 0      | 1      | 2     |
| 13   | Slovénie        | 1  | 0      | 0      | 1     |
| 14   | Pologne         | 0  | 1      | 3      | 4     |
| 15   | Bulgarie        | 0  | 1      | 1      | 2     |
| 16   | Israël          | 0  | 1      | 0      | 1     |
| 16   | Turquie         | 0  | 1      | 0      | 1     |
| 18   | Croatie         | 0  | 0      | 2      | 2     |

### Statistiques et records

#### Détails des participations
| Équipe               | 1935 | 1937 | 1939 | 1946 | 1947 | 1949 | 1951 | 1953 | 1955 | 1957 | 1959 | 1961 | 1963 | 1965 | 1967 | 1969 | 1971 | 1973 | 1975 | 1977 |
| Albanie              | -    | -    | -    | -    | 14e  | -    | -    | -    | -    | 16e  | -    | -    | -    | -    | -    | -    | -    | -    | -    | -    |
| Allemagne            | -    | -    | -    | -    | -    | -    | -    | 12e  | 14e  | 17e  | 13e  | -    | 16e  | 14e  | -    | -    | 9e   | -    | -    | -    |
| Allemagne de l'Est   | -    | -    | -    | -    | -    | -    | -    | -    | -    | -    | 14e  | 12e  | 6e   | 10e  | 14e  | -    | -    | -    | -    | -    |
| Angleterre           | -    | -    | -    | 10e  | -    | -    | -    | -    | 12e  | -    | -    | 19e  | -    | -    | -    | -    | -    | -    | -    | -    |
| Autriche             | -    | -    | -    | -    | 12e  | -    | 11e  | -    | 13e  | 14e  | 16e  | -    | -    | -    | -    | -    | -    | -    | -    | 12e  |
| Belgique             | 6e   | -    | -    | 7e   | 4e   | -    | 7e   | 10e  | -    | 12e  | 7e   | 8e   | 8e   | -    | 15e  | -    | -    | -    | -    | 8e   |
| Bosnie-Herzégovine   | -    | -    | -    | -    | -    | -    | -    | -    | -    | -    | -    | -    | -    | -    | -    | -    | -    | -    | -    | -    |
| Bulgarie             | 8e   | -    | -    | -    | 8e   | -    | 4e   | 9e   | 4e   | 2e   | 5e   | 3e   | 5e   | 5e   | 4e   | 7e   | 6e   | 6e   | 5e   | 6e   |
| Croatie              | -    | -    | -    | -    | -    | -    | -    | -    | -    | -    | -    | -    | -    | -    | -    | -    | -    | -    | -    | -    |
| Chypre               | -    | -    | -    | -    | -    | -    | -    | -    | -    | -    | -    | -    | -    | -    | -    | -    | -    | -    | -    | -    |
| Danemark             | -    | -    | -    | -    | -    | -    | 14e  | 16e  | 18e  | -    | -    | -    | -    | -    | -    | -    | -    | -    | -    | -    |
| Écosse               | -    | -    | -    | -    | -    | -    | 16e  | -    | -    | 15e  | -    | -    | -    | -    | -    | -    | -    | -    | -    | -    |
| Égypte               | -    | 8e   | -    | -    | 3e   | 1er  | -    | 8e   | -    | -    | -    | -    | -    | -    | -    | -    | -    | -    | -    | -    |
| Espagne              | 2e   | -    | -    | -    | -    | -    | -    | -    | -    | -    | 15e  | 13e  | 7e   | 11e  | 10e  | 5e   | 7e   | 2e   | 4e   | 9e   |
| Estonie              | -    | 5e   | 5e   | -    | -    | -    | -    | -    | -    | -    | -    | -    | -    | -    | -    | -    | -    | -    | -    | -    |
| Finlande             | -    | -    | 8e   | -    | -    | -    | 9e   | 12e  | 10e  | 11e  | 13e  | 14e  | 14e  | 12e  | 6e   | -    | -    | -    | -    | 10e  |
| France               | 5e   | 3e   | 4e   | 4e   | 5e   | 2e   | 3e   | 3e   | 9e   | 8e   | 3e   | 4e   | 13e  | 9e   | 11e  | -    | 10e  | 10e  | -    | 11e  |
| Géorgie              | -    | -    | -    | -    | -    | -    | -    | -    | -    | -    | -    | -    | -    | -    | -    | -    | -    | -    | -    | -    |
| Grande-Bretagne      | -    | -    | -    | -    | -    | -    | -    | -    | -    | -    | -    | -    | -    | -    | -    | -    | -    | -    | -    | -    |
| Grèce                | -    | -    | -    | -    | -    | 3e   | 8e   | -    | -    | -    | -    | 17e  | -    | 8e   | 12e  | 10e  | -    | 11e  | 12e  | -    |
| Hongrie              | 9e   | -    | 7e   | 3e   | 7e   | -    | -    | 2e   | 1er  | 4e   | 4e   | 6e   | 4e   | 15e  | 13e  | 8e   | -    | -    | -    | -    |
| Iran                 | -    | -    | -    | -    | -    | -    | -    | -    | -    | -    | 17e  | -    | -    | -    | -    | -    | -    | -    | -    | -    |
| Israël               | -    | -    | -    | -    | -    | -    | -    | 5e   | -    | -    | 11e  | 11e  | 9e   | 6e   | 8e   | 11e  | 11e  | 7e   | 7e   | 5e   |
| Italie               | 7e   | 2e   | 6e   | 2e   | 9e   | -    | 5e   | 7e   | 6e   | 10e  | 10e  | -    | 12e  | 4e   | 7e   | 6e   | 3e   | 5e   | 3e   | 4e   |
| Lettonie             | 1er  | 6e   | 2e   | -    | -    | -    | -    | -    | -    | -    | -    | -    | -    | -    | -    | -    | -    | -    | -    | -    |
| Liban                | -    | -    | -    | -    | -    | 7e   | -    | 15e  | -    | -    | -    | -    | -    | -    | -    | -    | -    | -    | -    | -    |
| Lituanie             | -    | 1er  | 1er  | -    | -    | -    | -    | -    | -    | -    | -    | -    | -    | -    | -    | -    | -    | -    | -    | -    |
| Luxembourg           | -    | -    | -    | 8e   | -    | -    | 17e  | -    | 15e  | -    | -    | -    | -    | -    | -    | -    | -    | -    | -    | -    |
| Macédoine            | -    | -    | -    | -    | -    | -    | -    | -    | -    | -    | -    | -    | -    | -    | -    | -    | -    | -    | -    | -    |
| Monténégro           | -    | -    | -    | -    | -    | -    | -    | -    | -    | -    | -    | -    | -    | -    | -    | -    | -    | -    | -    | -    |
| Pays-Bas             | -    | -    | -    | 6e   | 11e  | 5e   | 10e  | -    | -    | -    | -    | 15e  | 16e  | -    | 16e  | -    | -    | -    | 10e  | 7e   |
| Pologne              | -    | 4e   | 3e   | 9e   | 6e   | -    | -    | -    | 5e   | 7e   | 6e   | 9e   | 2e   | 3e   | 3e   | 4e   | 4e   | 12e  | 8e   | -    |
| Portugal             | -    | -    | -    | -    | -    | -    | 15e  | -    | -    | -    | -    | -    | -    | -    | -    | -    | -    | -    | -    | -    |
| République tchèque   | -    | -    | -    | -    | -    | -    | -    | -    | -    | -    | -    | -    | -    | -    | -    | -    | -    | -    | -    | -    |
| Roumanie             | 10e  | -    | -    | -    | 10e  | -    | 18e  | 13e  | 7e   | 5e   | 8e   | 7e   | 11e  | 13e  | 5e   | 9e   | 8e   | 9e   | 11e  | -    |
| Russie               | -    | -    | -    | -    | -    | -    | -    | -    | -    | -    | -    | -    | -    | -    | -    | -    | -    | -    | -    | -    |
| Serbie               | -    | -    | -    | -    | -    | -    | -    | -    | -    | -    | -    | -    | -    | -    | -    | -    | -    | -    | -    | -    |
| Serbie-et-Monténégro | -    | -    | -    | -    | -    | -    | -    | -    | -    | -    | -    | -    | -    | -    | -    | -    | -    | -    | -    | -    |
| Slovénie             | -    | -    | -    | -    | -    | -    | -    | -    | -    | -    | -    | -    | -    | -    | -    | -    | -    | -    | -    | -    |
| Suède                | -    | -    | -    | -    | -    | -    | -    | 17e  | 16e  | -    | -    | 18e  | -    | 16e  | -    | 12e  | -    | -    | -    | -    |
| Suisse               | 4e   | -    | -    | 5e   | -    | -    | 13e  | 11e  | 14e  | -    | -    | -    | -    | -    | -    | -    | -    | -    | -    | -    |
| Syrie                | -    | -    | -    | -    | -    | 6e   | -    | -    | -    | -    | -    | -    | -    | -    | -    | -    | -    | -    | -    | -    |
| Tchécoslovaquie      | 3e   | 7e   | -    | 1er  | 2e   | -    | 2e   | 4e   | 2e   | 3e   | 2e   | 5e   | 10e  | 7e   | 2e   | 3e   | 5e   | 4e   | 6e   | 3e   |
| Turquie              | -    | -    | -    | -    | -    | 4e   | 6e   | -    | 11e  | 9e   | 12e  | 10e  | 15e  | -    | -    | -    | 12e  | 8e   | 9e   | -    |
| URSS                 | -    | -    | -    | -    | 1er  | -    | 1er  | 1er  | 3e   | 1er  | 1er  | 1er  | 1er  | 1er  | 1er  | 1er  | 1er  | 3e   | 2e   | 2e   |
| Ukraine              | -    | -    | -    | -    | -    | -    | -    | -    | -    | -    | -    | -    | -    | -    | -    | -    | -    | -    | -    | -    |
| Yougoslavie          | -    | -    | -    | -    | 13e  | -    | -    | 6e   | 8e   | 6e   | 9e   | 2e   | 3e   | 2e   | 9e   | 2e   | 2e   | 1er  | 1er  | 1er  |

| Équipe               | 1979 | 1981 | 1983 | 1985 | 1987 | 1989 | 1991 | 1993 | 1995 | 1997 | 1999 | 2001 | 2003 | 2005 | 2007 | 2009 | 2011 | 2013 | / 2015 | / 2017 | / 2022 | / 2025 | Total |
| Albanie              | -    | -    | -    | -    | -    | -    | -    | -    | -    | -    | -    | -    | -    | -    | -    | -    | -    | -    | -      | -      | -      | TBD    | 2     |
| Allemagne            | -    | 10e  | 8e   | 5e   | 6e   | -    | -    | 1er  | 10e  | 12e  | 7e   | 4e   | 9e   | 2e   | 5e   | 11e  | 9e   | 17e  | 17e    | 7e     | 3e     | TBD    | 24    |
| Allemagne de l'Est   | -    | -    | -    | -    | -    | -    | -    | -    | -    | -    | -    | -    | -    | -    | -    | -    | -    | -    | -      | -      | -      | -      | 5     |
| Angleterre           | -    | 12e  | -    | -    | -    | -    | -    | -    | -    | -    | -    | -    | -    | -    | -    | -    | -    | -    | -      | -      | -      | -      | 5     |
| Autriche             | -    | -    | -    | -    | -    | -    | -    | -    | -    | -    | -    | -    | -    | -    | -    | -    | -    | -    | -      | -      | -      | TBD    | 6     |
| Belgique             | 12e  | -    | -    | -    | -    | -    | -    | 12e  | -    | -    | -    | -    | -    | -    | -    | -    | 21e  | 9e   | 9e     | 17e    | 14e    | TBD    | 17    |
| Bosnie-Herzégovine   | -    | -    | -    | -    | -    | -    | -    | 8e   | -    | 15e  | 15e  | 13e  | 15e  | 13e  | -    | -    | 17e  | 13e  | 21e    | -      | 18e    | TBD    | 9     |
| Bulgarie             | 11e  | -    | -    | 8e   | -    | 7e   | 8e   | 14e  | -    | -    | -    | -    | -    | 13e  | -    | 14e  | 13e  | -    | -      | -      | 20e    | TBD    | 24    |
| Croatie              | -    | -    | -    | -    | -    | -    | -    | 3e   | 3e   | 11e  | 11e  | 7e   | 11e  | 7e   | 6e   | 6e   | 13e  | 4e   | 9e     | 9e     | 11e    | TBD    | 13    |
| Chypre               | -    | -    | -    | -    | -    | -    | -    | -    | -    | -    | -    | -    | -    | -    | -    | -    | -    | -    | -      | -      | -      | Q      | 1     |
| Danemark             | -    | -    | -    | -    | -    | -    | -    | -    | -    | -    | -    | -    | -    | -    | -    | -    | -    | -    | -      | -      | -      | TBD    | 3     |
| Égypte               | -    | -    | -    | -    | -    | -    | -    | -    | -    | -    | -    | -    | -    | -    | -    | -    | -    | -    | -      | -      | -      | -      | 4     |
| Écosse               | -    | -    | -    | -    | -    | -    | -    | -    | -    | -    | -    | -    | -    | -    | -    | -    | -    | -    | -      | -      | -      | -      | 2     |
| Espagne              | 6e   | 4e   | 2e   | 4e   | 4e   | 5e   | 3e   | 5e   | 6e   | 5e   | 2e   | 3e   | 2e   | 4e   | 2e   | 1er  | 1er  | 3e   | 1er    | 3e     | 1er    | TBD    | 31    |
| Estonie              | -    | -    | -    | -    | -    | -    | -    | 6e   | -    | -    | -    | 14e  | -    | -    | -    | -    | -    | -    | 17e    | -      | 19e    | TBD    | 5     |
| Finlande             | -    | -    | -    | -    | -    | -    | -    | -    | 14e  | -    | -    | -    | -    | -    | -    | -    | -    | 9e   | 9e     | 9e     | 8e     | Q      | 18    |
| France               | 8e   | 8e   | 5e   | 6e   | 9e   | 6e   | 4e   | 7e   | 8e   | 10e  | 4e   | 6e   | 4e   | 3e   | 8e   | 5e   | 2e   | 1er  | 3e     | 9e     | 2e     | Q      | 40    |
| Géorgie              | -    | -    | -    | -    | -    | -    | -    | -    | -    | -    | -    | -    | -    | -    | -    | -    | 11e  | 17e  | 9e     | 17e    | 21e    | TBD    | 4     |
| Grande-Bretagne      | -    | -    | -    | -    | -    | -    | -    | -    | -    | -    | -    | -    | -    | -    | -    | 14e  | 13e  | 13e  | -      | 21e    | 24e    | TBD    | 4     |
| Grèce                | 9e   | 9e   | 11e  | -    | 1er  | 2e   | 5e   | 4e   | 4e   | 4e   | 16e  | 9e   | 5e   | 1er  | 4e   | 3e   | 6e   | 11e  | 5e     | 8e     | 5e     | TBD    | 27    |
| Hongrie              | -    | -    | -    | -    | -    | -    | -    | -    | -    | -    | 14e  | -    | -    | -    | -    | -    | -    | -    | -      | 9e     | 23e    | TBD    | 15    |
| Islande              | -    | -    | -    | -    | -    | -    | -    | -    | -    | -    | -    | -    | -    | -    | -    | -    | -    | -    | 21e    | 21e    | -      | TBD    | 2     |
| Israël               | 2e   | 6e   | 6e   | 9e   | 11e  | -    | -    | 15e  | 9e   | 9e   | 9e   | 10e  | 7e   | 9e   | 11e  | 14e  | 13e  | 21e  | 9e     | 17e    | 17e    | TBD    | 29    |
| Italie               | 5e   | 5e   | 1er  | 3e   | 5e   | 4e   | 2e   | 9e   | 5e   | 2e   | 1er  | 11e  | 3e   | 9e   | 9e   | -    | 17e  | 8e   | 5e     | 6e     | 7e     | TBD    | 37    |
| Lettonie             | -    | -    | -    | -    | -    | -    | -    | 10e  | -    | 16e  | -    | 8e   | 13e  | 13e  | 13e  | 13e  | 21e  | 11e  | 8e     | 5e     | -      | Q      | 15    |
| Liban                | -    | -    | -    | -    | -    | -    | -    | -    | -    | -    | -    | -    | -    | -    | -    | -    | -    | -    | -      | -      | -      | -      | 2     |
| Lituanie             | -    | -    | -    | -    | -    | -    | -    | -    | 2e   | 6e   | 5e   | 12e  | 1er  | 5e   | 3e   | 11e  | 5e   | 2e   | 2e     | 9e     | 15e    | TBD    | 15    |
| Luxembourg           | -    | -    | -    | -    | -    | -    | -    | -    | -    | -    | -    | -    | -    | -    | -    | -    | -    | -    | -      | -      | -      | TBD    | 3     |
| Macédoine            | -    | -    | -    | -    | -    | -    | -    | -    | -    | -    | 13e  | -    | -    | -    | -    | 9e   | 4e   | 21e  | 17e    | -      | -      | TBD    | 5     |
| Monténégro           | -    | -    | -    | -    | -    | -    | -    | -    | -    | -    | -    | -    | -    | -    | -    | -    | 21e  | 17e  | -      | 9e     | 13     | TBD    | 3     |
| Pays-Bas             | 10e  | -    | 4e   | 12e  | 10e  | 8e   | -    | -    | -    | -    | -    | -    | -    | -    | -    | -    | -    | -    | 21e    | -      | 22e    | TBD    | 15    |
| Pologne              | 7e   | 7e   | 9e   | 11e  | 7e   | -    | 7e   | -    | -    | 7e   | -    | -    | -    | -    | 13e  | 9e   | 17e  | 21e  | 9e     | 17e    | 4e     | Q      | 16    |
| Portugal             | -    | -    | -    | -    | -    | -    | -    | -    | -    | -    | -    | -    | -    | -    | 9e   | -    | -    | -    | -      | -      | -      | TBD    | 2     |
| République tchèque   | -    | -    | -    | -    | -    | -    | -    | -    | -    | -    | 12e  | -    | -    | -    | 12e  | -    | -    | 13e  | 7e     | 21e    | 16e    | TBD    | 15    |
| Roumanie             | -    | -    | -    | 10e  | 12e  | -    | -    | -    | -    | -    | -    | -    | -    | -    | -    | -    | -    | -    | -      | 21e    | -      | TBD    | 18    |
| Russie               | -    | -    | -    | -    | -    | -    | -    | 2e   | 7e   | 3e   | 6e   | 5e   | 8e   | 8e   | 1er  | 7e   | 3e   | 21e  | 17e    | 4e     | -      | -      | 13    |
| Serbie               | -    | -    | -    | -    | -    | -    | -    | -    | -    | -    | -    | -    | -    | -    | 13e  | 2e   | 8e   | 7e   | 4e     | 2e     | 9e     | TBD    | 6     |
| Serbie-et-Monténégro | -    | -    | -    | -    | -    | -    | -    | -    | 1er  | 1er  | 3e   | 1er  | 6e   | 9e   | -    | -    | -    | -    | -      | -      | -      | -      | 6     |
| Slovénie             | -    | -    | -    | -    | -    | -    | -    | 16e  | 12e  | 14e  | 10e  | 15e  | 10e  | 6e   | 7e   | 4e   | 7e   | 5e   | 9e     | 1er    | 6e     | TBD    | 13    |
| Suède                | -    | -    | 12e  | -    | -    | -    | -    | 13e  | 11e  | -    | -    | -    | 16e  | -    | -    | -    | -    | 13e  | -      | -      | -      | TBD    | 10    |
| Suisse               | -    | -    | -    | -    | -    | -    | -    | -    | -    | -    | -    | -    | -    | -    | -    | -    | -    | -    | -      | -      | -      | TBD    | 5     |
| Syrie                | -    | -    | -    | -    | -    | -    | -    | -    | -    | -    | -    | -    | -    | -    | -    | -    | -    | -    | -      | -      | -      | -      | 1     |
| Tchécoslovaquie      | 4e   | 3e   | 10e  | 2e   | 8e   | -    | 6e   | -    | -    | -    | -    | -    | -    | -    | -    | -    | -    | -    | -      | -      | -      | -      | 24    |
| Turquie              | -    | 11e  | -    | -    | -    | -    | -    | 11e  | 13e  | 8e   | 8e   | 2e   | 12e  | 9e   | 11e  | 8e   | 11e  | 17e  | 9e     | 9e     | 10e    | TBD    | 24    |
| URSS                 | 1er  | 1er  | 3e   | 1er  | 2e   | 3e   | -    | -    | -    | -    | -    | -    | -    | -    | -    | -    | -    | -    | -      | -      | -      | -      | 21    |
| Ukraine              | -    | -    | -    | -    | -    | -    | -    | -    | -    | 13e  | -    | 16e  | 14e  | 13e  | -    | -    | 17e  | 6e   | 21e    | 9e     | 12e    | TBD    | 8     |
| Yougoslavie          | 3e   | 2e   | 7e   | 7e   | 3e   | 1er  | 1er  | -    | -    | -    | -    | -    | -    | -    | -    | -    | -    | -    | -      | -      | -      | -      | 21    |

#### Joueurs médaillés
Sergei Belov et Krešimir Ćosić sont les joueurs les plus médaillés du championnat d'Europe : Belov remporte quatre médailles d'or en 1967, 1969, 1971 et 1979, l'argent en 1975 et 1977 et le bronze en 1973 et Ćosić trois médailles d'or, en 1973, 1975, 1977, trois médailles d'argent, 1969, 1971 et 1981 et une de bronze en 1979. Toutefois, Gennadi Volnov est le joueur détenant le plus de médailles d'or : il détient six titres obtenus de 1959 à 1969. Predrag Danilović, Modestas Paulauskas et Zurab Sakandelidze détiennent tous trois quatre médailles d'or et une médaille de bronze. Deux autres joueurs possèdent quatre médailles d'or : les joueurs soviétiques Alexandre Petrov et Armenak Alachachian.

#### Titres de meilleur joueur et de meilleur scoreur

##### Meilleur joueur
Seulement deux joueurs parviennent à remporter à deux reprises le titre de MVP du tournoi : il s'agit du Yougoslave Krešimir Ćosić et de l'Espagnol Pau Gasol, désignés meilleur joueur en 1971 et 1975, et 2009 et 2015 respectivement. Le joueur désigné fait souvent partie de l'équipe victorieuse : sur les dix dernières éditions, seuls le Lituanien Šarūnas Marčiulionis en 1995 et l'Allemand Dirk Nowitzki, en 2005, sont désignés meilleur joueur sans être vainqueur : ils font toutefois tous les deux partie de l'équipe finaliste.
Huit joueurs parviennent à cumuler les titres de meilleur joueur et de meilleur marqueur : Hüseyin Öztürk en 1949, Ivan Mrázek en 1951, Radivoj Korać en 1961, Níkos Gális en 1987, Šarūnas Marčiulionis en 1995, Dirk Nowitzki en 2005, Pau Gasol en 2009 et 2015, et Tony Parker en 2013.

##### Meilleur scoreur
| Joueur                    | Points | Matches disputés |
| ------------------------- | ------ | ---------------- |
| Tony Parker               | 1104   | 68               |
| Dirk Nowitzki             | 1052   | 49               |
| Pau Gasol                 | 1044   | 51               |
| Níkos Gális               | 1030   | 33               |
| Kamil Brabenec            | 948    | 62               |
| Miki Berkovich            | 917    | 51               |
| Juan Antonio San Epifanio | 889    | 58               |
| Emiliano Rodriguez        | 864    | 55               |
| Radivoje Korac            | 844    | 34               |
| Panagiotis Giannakis      | 769    | 58               |
| Stanislav Kropilak        | 769    | 55               |

Le 7 septembre 2015, Tony Parker devient le joueur le plus prolifique de l'histoire du championnat d'Europe avec un total de 1 046 points et dépasse ainsi les 1 030 points de Níkos Gális.
Mais Tony Parker n'est pas le seul joueur en activité capable de dominer ce classement : l'Allemand Dirk Nowitzki et l'Espagnol Pau Gasol sont de sérieux concurrents pour cette place de prestige.
Dans le classement à la moyenne, Gális avec une moyenne à 31,2 points en 33 rencontres devance le Yougoslave Radivoj Korać qui possède une moyenne de 24,8 points.
La meilleure performance sur un match est l'œuvre du Belge Eddy Terrace avec 63 points contre l'Albanie en 1957. Luka Doncic, le slovène, est deuxième avec 47 points contre la France en 2022. Gális est troisième avec 45 points contre l'URSS en 1989. Il devance Berkowitz, l'Israélien Doron Jamchy et le joueur de Bosnie-Herzégovine Nenad Marković, tous trois auteurs de 44 points.
Un joueur termine meilleur marqueur à quatre reprises d'un championnat : Gális lors des éditions de 1983, 1987, 1989 et 1991. Dirk Nowitzki et Pau Gasol sont meilleur marqueur à trois reprises. Georgios Kolokithas, Atanas Golomeev, Mieczysław Młynarski et Tony Parker remportent le titre à deux reprises. Gális détient les trois meilleures moyennes réalisées sur un championnat avec 37,8 en 1987, 36,5 en 1989, 33,5 en 1983. Il devance Jamchy, deuxième en 1987 avec 31,7 et Dražen Petrović deuxième en 1989 avec 30. Ces deux derniers joueurs sont les seuls avec Gális à avoir réalisé une moyenne de 30 points ou plus sur l'ensemble d'un championnat.
Le titre de meilleur marqueur n'est pas toujours attribué au joueur présentant la meilleure moyenne sur la compétition. La FIBA prend ainsi souvent en compte les joueurs qui disputent au moins le deuxième tour afin d'avoir un nombre de matchs représentatifs : ainsi, en 2011, le Britannique Luol Deng, 24,6 en cinq matchs lors du premier tour, et l'Italien Andrea Bargnani, avec 22,8, devancent le Français Tony Parker qui présente une moyenne de 22,1 points par matchs. C'est toutefois ce dernier qui est désigné meilleur marqueur du championnat.

##### Palmarès des distinctions individuelles
Voici la liste de tous les meilleurs joueurs (MVP) de chaque édition.
| Année | Meilleur joueur       | Meilleur scoreur           | Meilleur scoreur |
| Année | Meilleur joueur       | Joueur                     | Moy. pts/match   |
| ----- | --------------------- | -------------------------- | ---------------- |
| 1935  | Rafael Martín         | Livio Franceschini         | 16,5             |
| 1937  | Pranas Talzūnas       | Rūdolfs Jurciņš            | 12,5             |
| 1939  | Pranas Lubinas        | Heino Veskila              | 16,6             |
| 1946  | François Nemeth       | Pawel Stok                 | 12,6             |
| 1947  | Joann Lõssov          | Ladislav Demsar            | 24,0             |
| 1949  | Hüseyin Öztürk        | Hüseyin Öztürk             | 19,3             |
| 1951  | Ivan Mrázek           | Ivan Mrázek                | 17,1             |
| 1953  | Anatoly Konev         | Ahmed Idlibi               | 15,9             |
| 1955  | János Greminger       | Miroslav Skerik            | 19,1             |
| 1957  | Jiří Baumruk          | Eddy Terrace               | 23,3             |
| 1959  | Viktor Zoubkov        | Radivoj Korać              | 28,1             |
| 1961  | Radivoj Korać         | Radivoj Korać (2)          | 24,0             |
| 1963  | Emiliano Rodríguez    | Radivoj Korać (3)          | 26,6             |
| 1965  | Modestas Paulauskas   | Emiliano Rodríguez         | 21,6             |
| 1967  | Jiří Zedníček         | Yórgos Kolokythás          | 26,7             |
| 1969  | Sergei Belov          | Yórgos Kolokythás (2)      | 23,5             |
| 1971  | Krešimir Ćosić        | Edward Jurkiewicz          | 22,6             |
| 1973  | Wayne Brabender       | Atanas Golomeev            | 22,3             |
| 1975  | Krešimir Ćosić (2)    | Atanas Golomeev (2)        | 22,9             |
| 1977  | Dražen Dalipagić      | Kees Akerboom              | 27,0             |
| 1979  | Miki Berkovich        | Mieczysław Młynarski       | 26,6             |
| 1981  | Dragan Kićanović      | Mieczysław Młynarski (2)   | 23,1             |
| 1983  | Juan Antonio Corbalán | Níkos Gális                | 33,0             |
| 1985  | Arvydas Sabonis       | Doron Jamchi               | 28,1             |
| 1987  | Níkos Gális           | Níkos Gális (2)            | 37,0             |
| 1989  | Dražen Petrović       | Níkos Gális (3)            | 35,6             |
| 1991  | Toni Kukoč            | Níkos Gális (4)            | 32,4             |
| 1993  | Christian Welp        | Sabahudin "Dino" Bilalović | 24,6             |
| 1995  | Šarūnas Marčiulionis  | Šarūnas Marčiulionis       | 22,5             |
| 1997  | Saša Đorđević         | Oded Katash                | 22,0             |
| 1999  | Gregor Fučka          | Alberto Herreros           | 19,2             |
| 2001  | Predrag Stojaković    | Dirk Nowitzki              | 28,7             |
| 2003  | Šarūnas Jasikevičius  | Pau Gasol                  | 25,8             |
| 2005  | Dirk Nowitzki         | Dirk Nowitzki (2)          | 26,1             |
| 2007  | Andreï Kirilenko      | Dirk Nowitzki (3)          | 24,0             |
| 2009  | Pau Gasol             | Pau Gasol (2)              | 18,7             |
| 2011  | Juan Carlos Navarro   | Tony Parker                | 22,1             |
| 2013  | Tony Parker           | Tony Parker (2)            | 19,0             |
| 2015  | Pau Gasol (2)         | Pau Gasol (3)              | 25,6             |
| 2017  | Goran Dragić          | Alexey Shved               | 24,3             |
| 2022  | Willy Hernangómez     | Giánnis Antetokoúnmpo      | 29,3             |

##### Records de points inscrits en un match
Le tableau ci-dessous liste les meilleures performances au scoring à l'EuroBasket : 
|  | Match remporté |
|  | Match perdu    |

| Rang | Joueur                | Points marqués | Adversaire  | Score   | Édition |
| ---- | --------------------- | -------------- | ----------- | ------- | ------- |
| 1    | Eddy Terrace          | 63             | Albanie     | 90–48   | 1957    |
| 2    | Luka Dončić           | 47             | France      | 88–82   | 2022    |
| 3    | Níkos Gális (1)       | 46             | Suède       | 102–97  | 1983    |
| 4    | Níkos Gális (2)       | 45             | URSS        | 81–80   | 1989    |
| 5    | Miki Berkovich        | 44             | Turquie     | 101–77  | 1975    |
| 5    | Níkos Gális (3)       | 44             | Roumanie    | 109–77  | 1987    |
| 5    | Níkos Gális (4)       | 44             | Yougoslavie | 84–78   | 1987    |
| 5    | Doron Jamchi          | 44             | Roumanie    | 97–87   | 1987    |
| 5    | Nenad Marković        | 44             | Lettonie    | 96–94   | 1997    |
| 10   | Yórgos Kolokythás     | 43             | Espagne     | 95–99   | 1967    |
| 10   | Emiliano Rodríguez    | 43             | Pays-Bas    | 79–71   | 1967    |
| 10   | Dirk Nowitzki         | 43             | Espagne     | 90–99   | 2001    |
| 10   | Lauri Markkanen       | 43             | Croatie     | 94–86   | 2022    |
| 14   | Ladislav Demšar       | 42             | Albanie     | 90–13   | 1947    |
| 14   | Costel Cernat         | 42             | Israël      | 105–119 | 1975    |
| 16   | Aleksandar Đorđević ° | 41             | Lituanie    | 96–90   | 1995    |
| 16   | Giánnis Antetokoúnmpo | 41             | Ukraine     | 99–79   | 2022    |

° Performance réalisée au cours de la finale

## Sources et précisions